# NGC 942
NGC 942 este o galaxie lenticulară situată în constelația Balena. A fost descoperită în 1886 de către Frank Muller. Se află la o distanță de 63 de megaparseci de Pământ.